# Scapaniella glaucocephala
Scapaniella glaucocephala là một loài rêu tản trong họ Scapaniaceae. Loài này được (Taylor) A. Evans ex Verd. miêu tả khoa học lần đầu tiên năm 1932.